# Menstrup
Menstrup is een plaats in de Deense regio Seeland, gemeente Næstved, en telt 217 inwoners (2008). Menstrup is vooral bekend door Menstrup Kro een eeuwenoude herberg dat tegenwoordig een bekend hotel met zalencapaciteit is. Naast Menstrup Kro aan de hoofdstraat (Menstrup Bygade) ligt een kleine supermarkt. hier tegenover ligt de bakkerij die na het overlijden van de bakker definitief gesloten is. Ook andere economische activiteiten zijn in de loop van de afgelopen 30 jaar verdwenen zoals de smederij aan de Marvedevej, de bloemenwinkel, de kruidenier, de schoenmakerij, de spaarbank en de garage met benzinepomp op de hoek van de Menstrup Bygade en de Marvedevej. Dit laatste gebouw is volledig gesloopt en de leeggekomen ruimte dient soms als parkeerplaats. Midden in het dorp aan de Marvedevej en de Bjergvej liggen twee ongeveer 200 jaar oude boerderijen. Via de Bjergvej komt men op de 43 meter hoge Menstrup Bjerg. Vanaf deze heuvel heeft men een goed uitzicht over zee en de verre omgeving. Bovenop Menstrup Bjerg staan drie moderne windmolens. Vroeger stond midden in het dorp een oude molen, die bij een brand verloren ging.